# Kento Nakajima
Kento Nakajima (中島健人, Nakajima Kento; Tòquio, 13 de març de 1994) és un cantant, actor i locutor de ràdio japonès, membre de l'agència Johnny & Associates i del grup Sexy Zone.

## Biografia
Va entrar l'abril de 2008 a l'agència Johnny & Associates. Durant el seu període com a Johnny's Jr. va formar part del grup B.I. Shadow (del qual també en formava part Fuma Kikuchi), grup que conjuntament amb Yuma Nakayama formaren durant un temps Nakayama Yuma w/B.I.Shadow, un nou grup que llançaria un single conjuntament amb NYC boys, format per Ryosuke Yamada i Yuri Chinen, membres de Hey! Say! JUMP, i el mateix Nakayama. Nakajima, amb tots els altres membres, participà com a membre de suport especial en la Copa Mundial de Voleibol Femení de 2009.
Fins al 29 d'octubre de 2011 no s'anuncià el seu debut definitiu amb el grup Sexy Zone, oficialment el dia 16 de novembre de 2011, data en què es llançà al mercat el primer single del grup amb Nakajima com a membre de més edat del grup.
El 27 de febrer de 2012 es matriculà a la Universitat Meiji en el Departament de Sociologia amb el desig de conèixer més en profunditat la societat japonesa. Decidí així intercalar les seves activitats professionals amb les acadèmiques.

## Discografia
| Any  | Títol (transcrit)  | Títol original (japonès) | Altres                                                                    |
| ---- | ------------------ | ------------------------ | ------------------------------------------------------------------------- |
| 2009 | Koishite Akuma/NYC | 悪魔な恋 / NYC           | Single en el qual participà com a membre de Nakayama Yuma w/ B.I. Shadow. |

## Sèries de TV
| Any  | Títol (transcrit)                                 | Títol (japonès)                             | Cadena  | Paper          |
| ---- | ------------------------------------------------- | ------------------------------------------- | ------- | -------------- |
| 2008 | Scrap Teacher ~Kyoshi Saisei~                     | スクラップ･ティーチャー ~教師再生~          | NTV     | Kento Minobe   |
| 2009 | Koishite Akuma ~Vampire☆Boy~                      | 恋して悪魔 ~ヴァンパイア☆ボーイ~            | Fuji TV | Hiroto Handa   |
| 2009 | Team Batista SP ~Nightingale~                     | チーム・バチスタＳＰ ~ナイチンゲールの沈黙~ | Fuji TV | Takumi Okabe   |
| 2011 | Taisetsu na Koto ha Subete Kimi ga Oshiete Kureta | 大切なことはすべて君が教えてくれた          | Fuji TV | Kentaro Kodama |
| 2011 | Umareru.                                          | 生まれる。                                  | TBS     | Koji Hayashida |
| 2011 | Koi Suru Ganbarebu                                | 恋するガンバレー部                          | Fuji TV | Kento Nakajima |
| 2012 | Kazoku no Uta                                     | 家族のうた                                  | Fuji TV | Yukio Sakagami |
| 2013 | BAD BOYS J                                        |                                             | NTV     | Kiriki Tsukasa |

## Pel·lícules
| Any  | Títol (transcrit)     | Títol original (japonès) | Director       | Paper          |
| ---- | --------------------- | ------------------------ | -------------- | -------------- |
| 2013 | Gekijo-ban BAD BOYS J | 劇場版BAD BOYS J         | Takashi Kubota | Kiriki Tsukasa |